# San José del Morro
San José del Morro es una localidad histórica, ubicada al pie de la serranía del Morro, en el departamento General Pedernera de la provincia de San Luis, Argentina. Se encuentra a 110 kilómetros de la ciudad de San Luis y a 49 km de la ciudad de Villa Mercedes.

## Historia
Fue famosa posta y fortín en el camino de Buenos Aires a las provincias de Cuyo. El pueblo se construyó alrededor de la histórica iglesia de San José del Morro, construida en la primera mitad del siglo XVIII. Su arquitectura es muy modesta, como todas las capillas de la zona: posee una torre campanario y una sola nave; también tiene un museo. 
A 4 km de San José del Morro se encuentra Los Nogales, propiedad donde nació Juan Esteban Pedernera, soldado de la independencia argentina, gobernador provincial, y presidente interino de la Confederación Argentina. Fue el lugar de residencia del gobernador Pablo Lucero (gobernador provincial durante 13 años) y sitio donde impartía órdenes para toda la provincia. 
Los malones destruyeron e invadieron en varias oportunidades la localidad, hecho que llevó al gobernador Pablo Lucero a reconstruirla en 1841 y fijó su campamento en 1844 con el famoso regimiento puntano llamado "Los Dragones de La Unión", donde se distinguieron los hermanos Juan y Felipe Saá en la Batalla de Laguna Amarilla.

## Población
Cuenta con 91 habitantes (Indec, 2010), lo que representa un descenso del 9% frente a los 100 habitantes (Indec, 2001) del censo anterior.
Según el censo 2022 la población total de la Comisión municipal fue de 158 personas. En tanto, el número de viviendas registradas fue de 128.
| Gráfica de evolución demográfica de San José del Morro entre 1895 y 2022 |
|                                                                          |
| Fuente: censos nacionales del INDEC                                      |

## Turismo
La localidad posee atracciones turísticas vinculadas a su iglesia, destacada como Monumento Histórico Nacional, a su gastronomía a partir de la Fiesta de la Empanada Artesanal y a las excursiones al volcán, que se hacen desde La Esquina o El Guanaco y que permiten el avistamiento de fauna autóctona como jabalíes, pecaríes y halcones peregrinos y aves menores como tijeretas, tupa-tupa, chingolitos y planeadores.